# Зорино (Астраханская область)
Зорино — село в Лиманском районе Астраханской области России, входит в состав Камышовского сельсовета.

## География
Село расположено на восточном берегу Главной протоки, напротив села Яр-Базар, к югу от ильменя Большой Кара-Булак. Расстояние до села Камышово (центр сельсовета) составляет менее 4 километров.

## История
Историческое название — посёлок Кюктя (калм. Күүктә). Являлся центром Кюктинского сельсовета, входившего в состав Долбанского улуса Калмыцкой АССР. В посёлке действовал рыболовецкий колхоз.
В 1944 году после депортации калмыков и ликвидации Калмыцкой АССР передан в состав Астраханской области. В мае 1944 года Кюктюнский сельский совет был переименован в Зоринский сельский совет Лиманского района, село Кюктя переименовано в село Зорино.
В июне 1954 года Зоринский сельсовет был упразднён, территория передана Камышовскому сельсовету. В 1958 году был ликвидирован действовавший в селе колхоз «Заря Победы».

## Население
| 2002 | 2010 | 2012 |
| ---- | ---- | ---- |
| 40   | ↘35  | →35  |

Согласно результатам переписи 2002 года в селе проживали русские (57 %) и калмыки (43 %)